# Heimarbeit

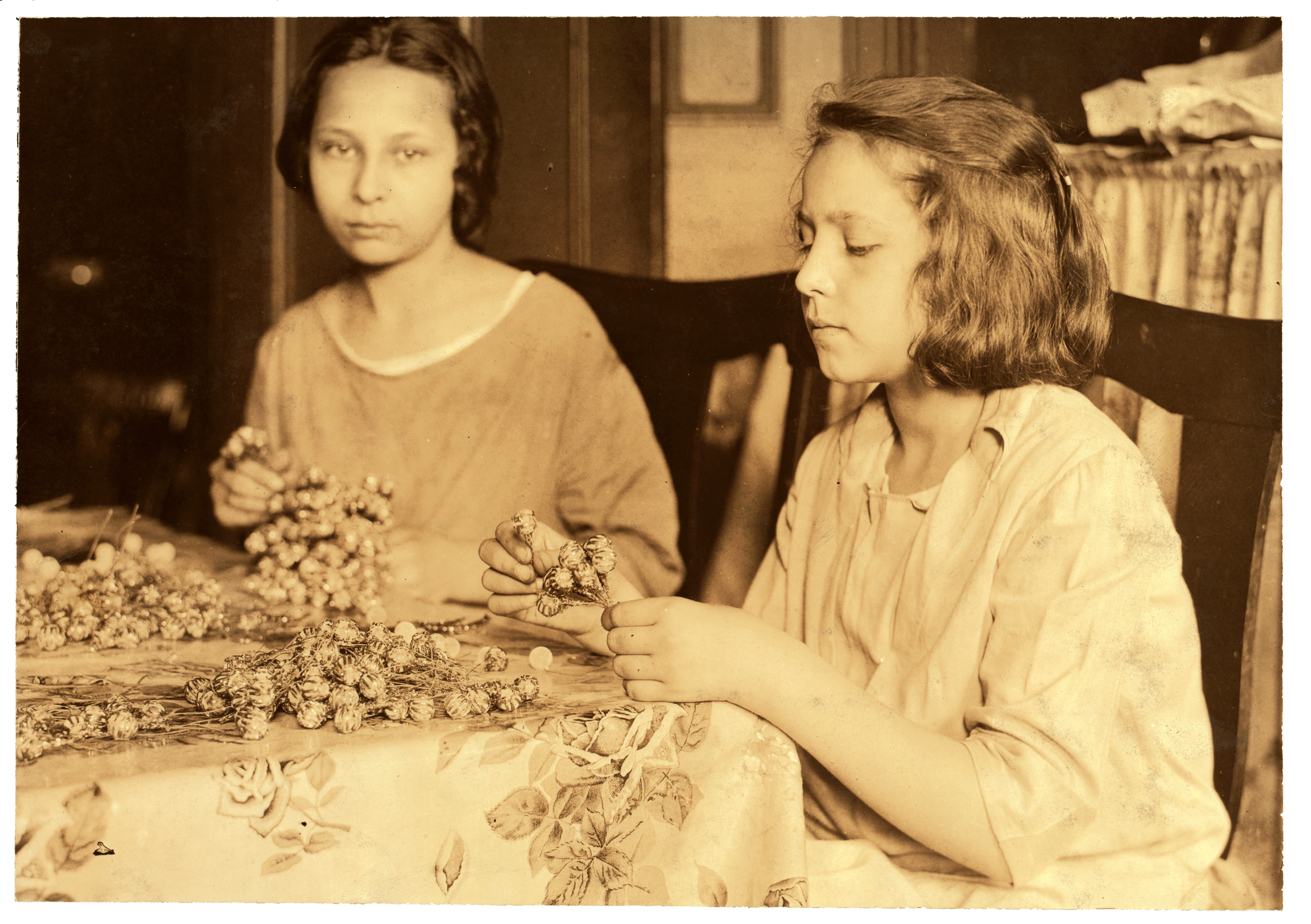
Zwei Mädchen binden Kunstblumen in Heimarbeit, New York (1924).

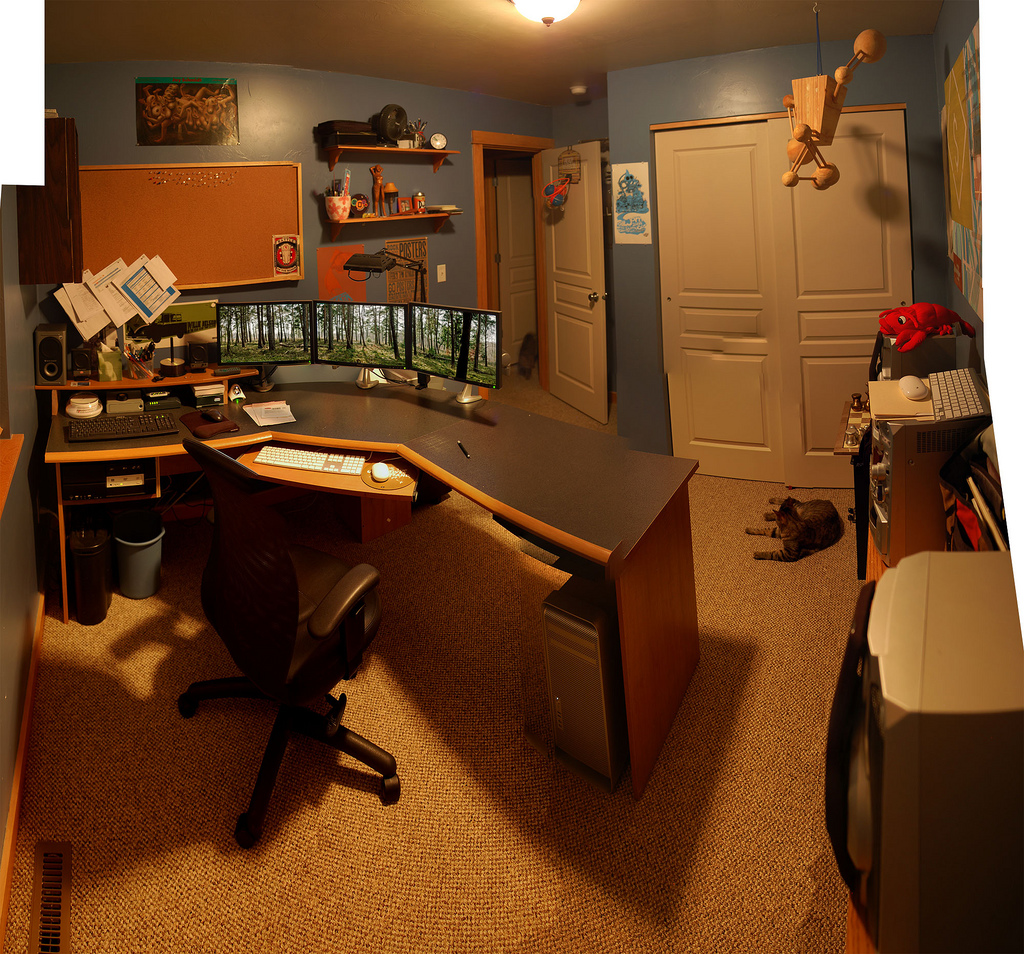
Homeoffice mit Katze

Heimarbeit ist eine dezentrale Arbeitsorganisation, bei der eine Arbeitskraft ihre Arbeitsstätte selbst wählt (meist die Wohnung), der Unternehmer die Arbeits- und Produktionsmittel zur Verfügung stellt, die Arbeitskraft im Auftrag des Unternehmers bestimmte Arbeitsaufgaben wahrnimmt und die Arbeitsergebnisse dem Unternehmer überlässt.

## Allgemeines
Heimarbeit wird nicht im Rahmen eines Arbeitsverhältnisses geleistet, weil der Heimarbeiter weder persönlich abhängig noch in eine Betriebsorganisation eingebunden ist, sondern vielmehr Arbeitsort und Arbeitszeit frei wählen kann. Typisch für die Heimarbeit ist eine auf Dauer angelegte Tätigkeit außerhalb des Betriebs des Auftraggebers, Tätigkeit oft auch für mehrere Auftraggeber, mögliche Beschäftigung von Hilfsarbeitskräften (etwa Familienangehörige), wirtschaftliche und keine persönliche Abhängigkeit von den Auftraggebern, also auch nicht deren Direktionsrecht unterworfen. Der Arbeitsplatz für Heimarbeit ist etwa die eigene Wohnung oder andere Betriebsstätten außerhalb des Geschäftssitzes des Unternehmers. Die Heimarbeit ist nicht auf gewerbliche Tätigkeiten beschränkt, auch qualifizierte Angestelltentätigkeiten können Heimarbeit sein (Büroheimarbeit). Im Urteil ging es um einen Programmierer, dessen Tätigkeit als Heimarbeit eingestuft wurde.
Umgangssprachlich werden auch andere Formen der dezentralen Arbeitsorganisation wie Telearbeit als Heimarbeit bezeichnet, sind aber scharf gegeneinander abzugrenzen.

## Geschichte

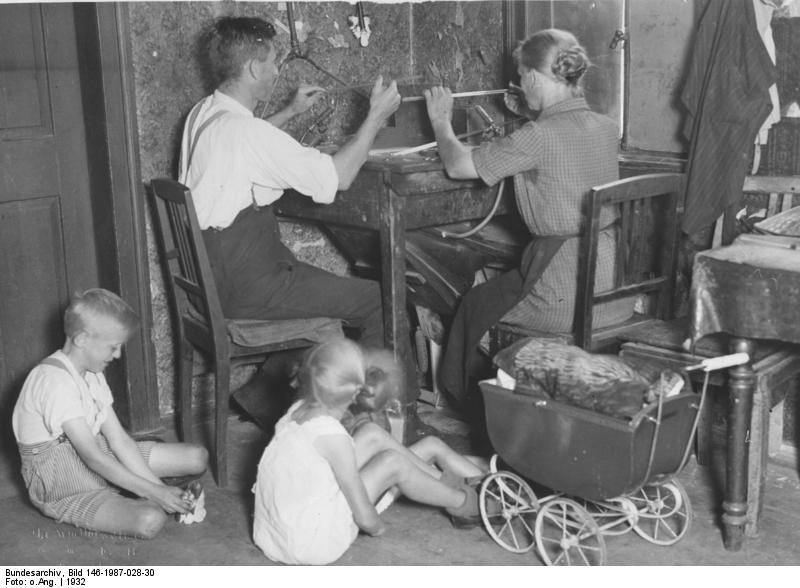
Heimarbeit in Deesbach (1932)

Im Verlauf der Zeit hieß die Heimarbeit abwechselnd Verlagssystem, Hausindustrie, Heimindustrie oder Hausgewerbe. Seit der Zeit um 1400 wurde das Verlagssystem nach französischen und italienischen Vorbildern zunächst in Süddeutschland (vor allem in der schwäbischen Tuchproduktion und im Nürnberger Metallgewerbe) üblich, wobei ein meist dem Kaufmannsstand angehöriger Verleger dem produzierenden Handwerker Aufträge erteilte, die Rohstoffe vorstreckte („verlegte“), die Produkte gegen Festpreise abnahm und den Vertrieb der Waren organisierte. Die Hausindustrie kam im 15. Jahrhundert in England in Form der Textilverarbeitung vor, die der gesamten industriellen Entwicklung Europas vorausging. Werner Sombart definierte die Hausindustrie als eine Betriebsform des Unternehmens, bei welcher die Arbeiter bei sich daheim beschäftigt werden; er setzte sie mit Heimarbeitern gleich. Seit Juni 1882 wird die Hausindustrie statistisch von Handwerk und Fabriken getrennt ausgewiesen, wobei die Textilindustrie führte. Waren 1850 noch 10 Prozent aller Beschäftigten in der Heimarbeit tätig, fiel ihr Anteil 1900 auf 2,7 Prozent.
Frankreich rühmte sich der Hausindustrie (französisch industrie à domicile) vor allem in Lyon mit seiner Seidenindustrie. England hatte das Stadium der Hausindustrie (englisch domestic system) 1883 weitgehend überwunden.
Die Frühindustrialisierung kannte zunächst wieder den Begriff des Verlagssystems, dessen Ausweitung in den Jahren nach 1830 nicht nur darauf zurückzuführen war, dass ehemals selbständige Weber sich auf der Suche nach Arbeit an die Fabriken wandten, sondern immer mehr Arbeitskräfte das Weben aufnahmen. Arme Bauern, so wird 1889 berichtet, mussten Webstühle aufstellen, um weiter zu existieren. In der deutschen Landwirtschaft verbreitete sich die Hausindustrie vor allem in den Wintermonaten. Die Begriffe „Hausindustrie“ und „Hausgewerbe“ wollte Albert Schäffle 1860 bereits voneinander unterscheiden. Karl Marx ging 1890 so weit, den Heimarbeitsbetrieb als „das auswärtige Departement der Fabrik, der Manufaktur oder des Warenmagazins“ zu bezeichnen.
Unter Verlagssystem verstand 1895 Karl Bücher „diejenige Art des gewerblichen Betriebes, bei welcher ein Unternehmer regelmäßig eine größere Zahl von Arbeitern außerhalb seiner eigenen Betriebsstätte in ihren Wohnungen beschäftigt“.
Der Begriff „Heimarbeit“ etablierte sich erst in der zweiten Hälfte des 19. Jahrhunderts als Gegensatz zur „Fabrikarbeit“. Die räumliche Trennung von Wohn- und Arbeitsplatz war damals eine relativ neue Erscheinung, die sich mit der Industrialisierung und Urbanisierung in vielen Teilen der Welt durchgesetzt hatte. In der überwiegend landwirtschaftlich geprägten Zeit vor der Industrialisierung wurde nicht zwischen Wohn- und Arbeitsplatz unterschieden. Durch die zunehmende Zentralisierung der Produktion verschwand Heimarbeit zusehends und blieb in manchen Regionen nur noch als Ergänzung zur Produktion in der Fabrik vorhanden.
Im März 1904 gab es den ersten Heimarbeiter-Schutzkongress, auf dem Werner Sombart verlangte, dass die Heimarbeit der Industriearbeit gleichgestellt werden müsse. Zwischen Januar und Februar 1906 fand in Berlin eine Heimarbeitsausstellung statt.
In der Proto-Industrialisierung war das Verlagssystem als Organisationsform der dezentralen Produktion von erheblicher Bedeutung. Ein in einer Stadt ansässiger Unternehmer („Verleger“) ließ in Heimarbeit produzieren, indem er den Heimarbeitern Rohstoffe (etwa Baumwolle) zur Verfügung stellte und für die hergestellte Ware (Textilien) einen Lohn bezahlte. Der Verleger bezahlte die Rohstoffe (er trat in Vorlage, daher der Begriff „Verleger“), bevor er sie an die Heimarbeiter zwecks Weiterverarbeitung übergab. Im April 1912 trat das erste deutsche Heimarbeitsgesetz in Kraft, unter Kriegsbedingungen folgte im Oktober 1939 ein neues. Im April 1951 trat das heutige Heimarbeitsgesetz in Kraft.
Fritz Voigt definierte 1956 die Heimindustrie als „eine (von einem zentralisierten Absatz her geleitete) dezentralisierte Kleinproduktion, die dadurch charakterisiert ist, dass wirtschaftlich abhängige Kleinproduzenten in eigener Wohnung oder Arbeitsstätte (unter ihnen überlassener Arbeitsdisposition) ohne unmittelbare Verbindung zum Konsumenten im Auftrag eines Unternehmers tätig werden, der die Produktion unter eigenem Risiko auf die Marktgegebenheiten abstimmt“.
In Österreich waren die meisten Heimarbeiter Frauen, die in der Bekleidungsindustrie beschäftigt waren. Wien erlangte ab 1850, mit dem forcierten Einsatz der Nähmaschine, als Zentrum der Bekleidungsindustrie der Monarchie besondere Bedeutung. Die Dezentralisierung der Bekleidungsproduktion in Heimarbeit brachte auch ein weitverzweigtes System der Subunternehmen hervor. 1918 und 1954 wurden in Österreich Heimarbeitsgesetze beschlossen. Die wirtschaftliche und soziale Lage der Heimarbeiter verbesserte sich im 20. Jahrhundert aber weniger aufgrund gesetzlicher Neuerungen, sondern vielmehr aufgrund wirtschaftlicher und politischer Entwicklungen. Dabei war die Isolation der Heimarbeiter ein wesentliches Hindernis für die Organisation einer Interessensvertretung.
Ab den späten 1980er Jahren kamen Begriffe wie „Telearbeit“, „Home Office“ oder „neue Heimarbeit“ in Zusammenhang mit den neuen Kommunikationstechnologien auf. Mit der traditionellen Heimarbeit haben diese Beschäftigungsformen aber nur wenig gemein.

## Rechtsfragen
Heutige Rechtsgrundlage ist das Heimarbeitsgesetz (HAG). Nach § 1 HAG zählen zur Heimarbeit die Heimarbeiter und die Hausgewerbetreibenden. Letztere sind Heimarbeiter mit mehr als zwei fremden Hilfskräften (§ 2 Abs. 2 HAB). Heimarbeit liegt nach § 2 Abs. 1 HAG vor, wenn jemand in selbstgewählter Arbeitsstätte (eigener Wohnung oder selbstgewählter Betriebsstätte) allein oder mit seinen Familienangehörigen im Auftrag von Gewerbetreibenden oder Zwischenmeistern erwerbsmäßig arbeitet, jedoch die Verwertung der Arbeitsergebnisse dem unmittelbar oder mittelbar auftraggebenden Gewerbetreibenden überlässt. Als selbstgewählte Betriebsstätten kommen fremde Arbeitsplätze oder Telecentres in Betracht. „Heimarbeiter sind mangels der erforderlichen persönlichen Abhängigkeit keine Arbeitnehmer im Sinne des allgemeinen Arbeitnehmerbegriffs“.
Es gilt Auftragsrecht, wobei der Unternehmer der Auftraggeber und der Heimarbeiter Auftragnehmer ist, der die Verwertung der Arbeitsergebnisse dem Auftraggeber überlässt. Das Arbeitsrecht ist nur anwendbar, wenn dies im Gesetz vorgesehen ist wie etwa in § 7 Abs. 1 Nr. 3 Pflegezeitgesetz und nach § 2 Abs. 3 Familienpflegezeitgesetz.
Gleichstellungen
Heimarbeiter sind vielfach Arbeitnehmern gleichgestellt. „Soweit der Gesetzgeber Heimarbeiter den Arbeitnehmern gleichstellen wollte, hat er dies durch entsprechende Verweisungen oder Fiktionen (vgl. § 5 Abs. 1 Satz 2 ArbGG; § 20 Abs. 2 BEEG; § 5 Abs. 1 Satz 2 BetrVG; § 12 BUrlG; § 10, § 11 EFZG; § 7 Abs. 4, § 8 Abs. 5, § 9 Abs. 1 Satz 1 in Verbindung mit Satz 2, Abs. 4, § 18 Abs. 2, § 24 MuSchG) ausdrücklich vorgesehen ... Der Kündigungsschutz von Heimarbeitern ist gesondert geregelt. Der allgemeine Kündigungsschutz für Heimarbeiter nach § 29 HAG ist auf die Verpflichtung des Auftraggebers beschränkt, je nach Dauer des Beschäftigungsverhältnisses Kündigungsfristen einzuhalten. In Heimarbeit beschäftigte Mitglieder eines Betriebsrats oder einer Jugend- und Auszubildendenvertretung genießen besonderen Kündigungsschutz nach § 29a HAG. Auch der für Arbeitnehmer bestehende öffentlich-rechtliche Kündigungsschutz gilt für Heimarbeiter jeweils nur aufgrund gesonderter gesetzlicher Anordnung“. Das Arbeitsentgelt des Heimarbeiters ist lohnsteuer-, sozialversicherungs- und arbeitslosenversicherungspflichtig.
Gewerberecht
Heimarbeiter müssen ihre Heimarbeit beim zuständigen Gewerbeamt anzeigen. Des Weiteren muss auch angegeben werden, welche Personen sie beschäftigen. Dies wird von der Arbeitsschutz- und der Gewerbeaufsicht überwacht. Das HAG gilt vor allem für Heimarbeiter, Hausgewerbetreibende und Zwischenmeister.

## Wirtschaftliche Aspekte
Jeder in der Wohnung befindliche Arbeitsplatz erspart den Arbeitsweg zur Arbeitsstätte beim Arbeitgeber, so dass sowohl der Zeitaufwand als auch die Fahrtkosten im Berufsverkehr für Pendler entfallen. Dadurch werden die Freizeit vergrößert sowie Verkehrsmittel und Verkehrswege entlastet.
Untersuchungen haben gezeigt, dass die Arbeitsproduktivität bei Heimarbeit höher ist als am Arbeitsplatz beim Arbeitgeber. Störungen aus der betrieblichen Arbeitsumgebung entfallen, wodurch die Arbeitskonzentration zunimmt. Dem steht gegenüber, dass die oft unscharfe Trennung von Arbeitsaufgabe und Privatsphäre bei Heimarbeit ebenfalls zu Störungen führen kann.
Die persönliche Kontrolle durch Vorgesetzte fehlt weitgehend, so dass Einschränkungen bei Leistungsbeurteilungen wegen fehlender Beobachtung eintreten können. Zudem fehlt zum großen Teil die soziale Kontrolle zu Hause arbeitender Mitarbeiter. Die Kommunikation durch persönliche Kontakte kann durch Telekommunikation (Telefonate, Videokonferenzen) verringert werden.
Die Unternehmer besitzen im Regelfall weder ein Lager-, Absatz- noch ein Beschäftigungsrisiko, weil sie ihre Heimarbeiter streng auftragsbezogen beschäftigen.

## Abgrenzung
Nicht leicht abgrenzbar sind andere Organisationsformen. Die Teleheimarbeit ist eine Variante der Telearbeit. Sie wird von Arbeitnehmern ausgeführt, über die der Arbeitgeber ein Direktionsrecht ausübt. Arbeitsinhalt sind überwiegend Tätigkeiten, die eine Telekommunikation erfordern und die mit Informationstechnik verbunden sind. Bei der Heimarbeit muss dagegen keine elektronische Anbindung an den Arbeitsplatz im Unternehmen bestehen. Hausgewerbetreibender ist, wer als Selbständiger in eigener Arbeitsstätte im Auftrag und für Rechnung von Auftraggebern gewerblich arbeitet, auch wenn er seine Produktionsmittel selbst beschafft oder vorübergehend für eigene Rechnung arbeitet. Sie alle haben gemeinsam, dass die Arbeitsumgebung durch die Privatsphäre dominiert wird. Am günstigsten ist ein häusliches Arbeitszimmer, das eine räumliche Trennung von der Privatsphäre ermöglicht.

## International
In Österreich unterliegt die Heimarbeit dem österreichischen Heimarbeitsgesetz (HArbG). Heimarbeiter ist unter anderem, wer, ohne Gewerbetreibender zu sein, in eigener Wohnung oder selbst gewählter Arbeitsstätte im Auftrag und für Rechnung von Personen, die Heimarbeit vergeben, mit der Herstellung, Bearbeitung, Verarbeitung oder Verpackung von Waren beschäftigt ist (§ 2 Nr. 1 HArbG). Der Auftraggeber hat gemäß § 8 HArbG dem Heimarbeiter unverzüglich nach Abschluss des Vertrags eine schriftliche Aufzeichnung über die jeweils geltenden Arbeits- und Lieferungsbedingungen, insbesondere über die Berechnung des Entgelts, zu übergeben. Arbeitsstätten mit Heimarbeit müssen, soweit es die Natur der Beschäftigung gestattet, derart beschaffen und eingerichtet sein, dass Gefahren für Leben, Gesundheit und Sittlichkeit der Beschäftigten vermieden werden (§ 16 HArbG).
In der Schweiz gilt das Heimarbeitsgesetz (HArG) vom 1. Januar 2009. Anders als in Deutschland und Österreich sind Heimarbeiter Arbeitnehmer, und deren Arbeitgeber lassen Heimarbeit ausführen (Art. 1 Satz 1 HArG). Als Heimarbeit gilt jede gewerbliche und industrielle Hand- und Maschinenarbeit, die ein Heimarbeitnehmer allein oder mit Familienangehörigen in seiner Wohnung oder in einem andern, von ihm bestimmten Arbeitsraum gegen Lohn ausführt (Art. 1 Satz 4 HArG).
Die Niederlande gelten als das erste Land, das Arbeitnehmern einen Rechtsanspruch auf Heimarbeit (niederländisch huisarbeid, huisnijverheid) eingeräumt hat. Seit Januar 2016 dürfen Arbeitnehmer einen Antrag bei ihrem Arbeitgeber stellen, zu Hause arbeiten zu dürfen. Arbeitgeber müssen eine etwaige Absage mit schwerwiegenden Dienst- oder Betriebsinteressen begründen. Hierzu gehören Sicherheitsrisiken, unlösbare Probleme in der Dienstplanung und untragbare finanziellen Schäden. Einen Antrag kann nicht stellen, bei dem die Präsenz am Arbeitsplatz naturgemäß erforderlich ist wie Fahrer (Busfahrer, Straßenbahnfahrer, Fahrer von LKW, Kapitäne) oder Reinigungskräfte.